# Алексеев, Юрий (певец)
Юрий Алексеев — российский певец, тенор, член оперной труппы Мариинского театра. Лауреат Всероссийского конкурса вокалистов в Белгороде (1991).

## Биография
Юрий Алексеев родился в городе Красноярске. В 1991 году получил образование в Ростовской государственной консерватории имени С. В. Рахманинова, учился у Б. Мазура. Позже также учился у маэстро оперного пения А. Гусева. В 1991 году его взяли в труппу Воронежского театра оперы и балета, там он исполнил партии Альфреда («Травиата»), Ленского («Евгений Онегин»), Молодого цыгана («Алеко») и Турриду («Сельская честь»).
В 1996 году Юрий Алексеев стал участником оперной труппы Мариинского театра, дебютом на новом месте для него стала партия Альфреда («Травиата»). В репертуар Алексеева входят теноровые партии в Реквиеме Моцарта, мессах Шуберта и Реквиеме Верди. Юрий Алексеев в составе труппы Мариинского театра давал концерты в Финляндии, США, Японии, Португалии, Люксембурге, Испании и Китае, а кроме этого, ездил в сольные концертные туры в Ирландию (фестиваль в Уэксфорде), Испанию (фестиваль в Пироладе), Италию и Нидерланды.